# 正覚寺 (荒川区)
正覚寺（しょうがくじ）は、東京都荒川区にある曹洞宗の寺院。

## 歴史
1616年（元和2年）に開山された。当初は「洞口院」と称し、真言宗（現在の真言宗醍醐派に相当）の寺院であったが、1649年（慶安2年）に粛州嶺厳が中興し、その際に曹洞宗に転宗し、「正覚寺」に改称した。
当寺の本尊は准胝観音で、慈眼大師天海の作といわれている。1945年（昭和20年）の空襲で多くの記録を失っている。

## 交通アクセス
- 西日暮里駅より徒歩5分。